# Judik
A Judik horvát családnév, amely a származási helyre utalhat: Máriagyűd (Baranya vármegye), horvát neve Jud. A 20. században a Szerémségben, a Vajdaságban és Eszéken viszonylag elterjedt horvát családnév volt. Magyarországon főleg a déli megyékben fordul elő.

## Híres Judik nevű személyek
- Judik Barbara (1971) válogatott labdarúgó
- Judik Béla (1962) kosárlabdázó
- Judik Etel, Karinthy Frigyesné (1885–1918) színésznő
- Judik József (1891–1951) pénzügyi és közgazdasági szakember
- Judik Péter (1954) labdarúgó, hátvéd
- Judik Zoltán (1933) kosárlabdázó, edző